# Юкув
Юкув (пол. Juków) — село в Польщі, у гміні Ланента Кутновського повіту Лодзинського воєводства.
Населення — 168 осіб (2011).
У 1975-1998 роках село належало до Плоцького воєводства.

## Демографія
Демографічна структура станом на 31 березня 2011 року:
|          | Загалом | Допрацездатний вік | Працездатний вік | Постпрацездатний вік |
| -------- | ------- | ------------------ | ---------------- | -------------------- |
| Чоловіки | 92      | 40                 | 47               | 5                    |
| Жінки    | 76      | 27                 | 34               | 15                   |
| Разом    | 168     | 67                 | 81               | 20                   |